# Abutilon bracteosum
Abutilon bracteosum är en malvaväxtart som beskrevs av P.A.Fryxell. Abutilon bracteosum ingår i släktet klockmalvor, och familjen malvaväxter. Inga underarter finns listade i Catalogue of Life.